# Willi Kirschner
Wilhelm "Willi" Kirschner (9. december 1911 – 26. marts 1994) var en rumænsk udendørshåndboldspiller som deltog under Sommer-OL 1936.
Han var en del af det rumænske udendørshåndboldhold, som kom på en femteplads i den olympiske turnering. Han spillede i alle tre kampe.